# San Francisco Pujiltic
San Francisco Pujiltic es una localidad del estado mexicano de Chiapas. Es parte del municipio de Venustiano Carranza.

## Toponimia
El nombre «San Francisco» hace referencia al santo patrono de la localidad: Francisco de Asís.

## Historia
San Francisco Pujiltic fue fundado en 1950 por Hernán Pedrero Argüello como un ingenio azucarero. La población se desarrolló en torno al ingenio y a una fábrica de aguardiente anexa. En 2017 el diputado estatal Eduardo Ramírez Aguilar propuso la secesión de la localidad para establecerla como municipio, aunque la propuesta nunca fue llevada a término.

## Demografía
| Gráfica de evolución demográfica |
|                                  |

| Censo | Población |
| ----- | --------- |
| 1950  | 11        |
| 1960  | 547       |
| 1970  | 1 589     |
| 1980  | 2 854     |
| 1990  | 4 833     |
| 2000  | 6 539     |
| 2010  | 7 137     |
| 2020  | 7 973     |